# Pardosa atronigra
Pardosa atronigra är en spindelart som beskrevs av Song 1995. Pardosa atronigra ingår i släktet Pardosa och familjen vargspindlar. Inga underarter finns listade i Catalogue of Life.